# Agustín Almendra
Agustín Ezequiel Almendra (ur. 11 lutego 2000 w Solano) – argentyński piłkarz występujący na pozycji środkowego pomocnika, od 2023 roku zawodnik Racing Clubu.